# Seznam původních filmů na Disney Channel

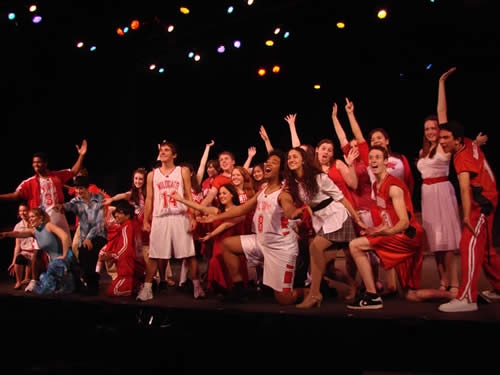

Disney Channel Original Movies jsou původní filmy z produkce Disney Channel. Mezi nejznámější patří Muzikál ze střední, Camp Rock, Camp Rock 2: Velký koncert či Vnitřní zář. V České republice se vysílají na české mutaci kanálu Disney Channel.

## Disney Channel Original Movies

### 2006
1. Krásky od Krav
2. Muzikál ze střední (20. ledna 2006)

### 2007
1. Muzikál ze střední 2 (17. srpna 2007)
2. Jdi do toho

### 2010
1. Rande s hvězdou (14. února 2010)
2. Bratr rádce(13. srpna 2010)
3. Camp Rock 2: The Final Jam(3. září 2010)
4. Avalonská střední (12. listopadu 2010)

#### Ostatní
1. Válka blogerek(26. března 2010) v Česku 18. prosince 2010
2. 16 přání(25. června 2010) v Česku 31. prosince 2010

### 2011
1. Sladký život na moři film (25. března 2011) v Česku 23. listopadu 2013
2. Lemonade Mouth (15. dubna 2011) v Česku 14. května 2011
3. Sharpay a její báječné dobrodružství (22. května 2011) v Česku 10. září 2011
4. Phineas and Ferb v paralérním vesmíru (5. srpna 2011) v Česku 5. listopadu 2011
5. Pako mých snů (11. listopadu 2011) v Česku 11. února 2012
6. Hodně štěstí, Charlie: Film o velké cestě (2. prosince 2011) v Česku 17. prosince 2011

#### Ostatní
1. Moje chůva upírka(10. června 2010) v Česku 8. října 2011

### 2012
1. Ne/přátelé[1] (13. ledna 2012) v Česku 28. dubna 2012
2. Rádio Rebel (17. února 2012) v Česku 19. května 2012
3. Vnitřní zář[2] (15. června 2012) V Česku 8. září 2012
4. Dívka vs. Monstrum (12. října 2012) v Česku 27. října 2012

### 2013
1. Film mých snů 1 (léto 2013) v Česku 14. září 2013

### 2014
1. Cloud9 (březen 2014)

### 2015
1. Film mých snů 2 (léto 2015) v Česku 18. června 2015
2. Následníci (31. července 2015) v Česku 19. září 2015

### 2016
1. Máma a Já: Californský sen (červenec 2016) v Česku 30.7. 2016

### 2017
1. Noční dobrodružství: Chůvy v akci (17. června 2016) v Česku 21. ledna 2016
2. Výměna (7. října 2016) v Česku 18.2. 2017
3. Následníci 2 (21. července 2017) v Česku 9. září 2017

### 2018
1. Z.O.M.B.I.E. (16. února 2018) v Česku 26. května 2018

2019
1. Následníci 3 (2. srpna 2019) v Česku 3. září 2019

### 2020
1. Z.O.M.B.I.E. 2 (14. února 2020) v Česku 31. října 2020
2. Magie vzhůru nohama (31. července 2020) v Česku 28. listopadu 2020

### 2021
1. Pod obvazy (1. října 2021) v Česku 30. října 2021
2. Následníci: Královská svatba (13. srpna 2021) v Česku 20. listopadu 2021
3. Zase Vánoce? (3. prosince 2021) v Česku 24. prosince 2021

### 2022
1. Mixni to (13. srpna 2021) v Česku 1. ledna 2022
2. Z.O.M.B.I.E. 3 (15. července 2022) v Česku 29. října 2022
3. Pod obvazy 2 (25. září 2022) v Česku 30. října 2022

### 2023
1. Doba Ledová: Dobrodružství s Buckem Wildem (28. ledna 2022) v Česku 3 června 2023
2. Lady a Tramp, film 2019 (12. listopadu 2019) v Česku 4. června 2023
3. Phineas a Ferb ve filmu: Candy proti vesmíru (28, srpna 2020) V Česku 9. září 2023
4. Deník malého poseroutky (3. prosince 2021) V Česku 16. září 2023